# Zona d’especial protecció de la qualitat acústica

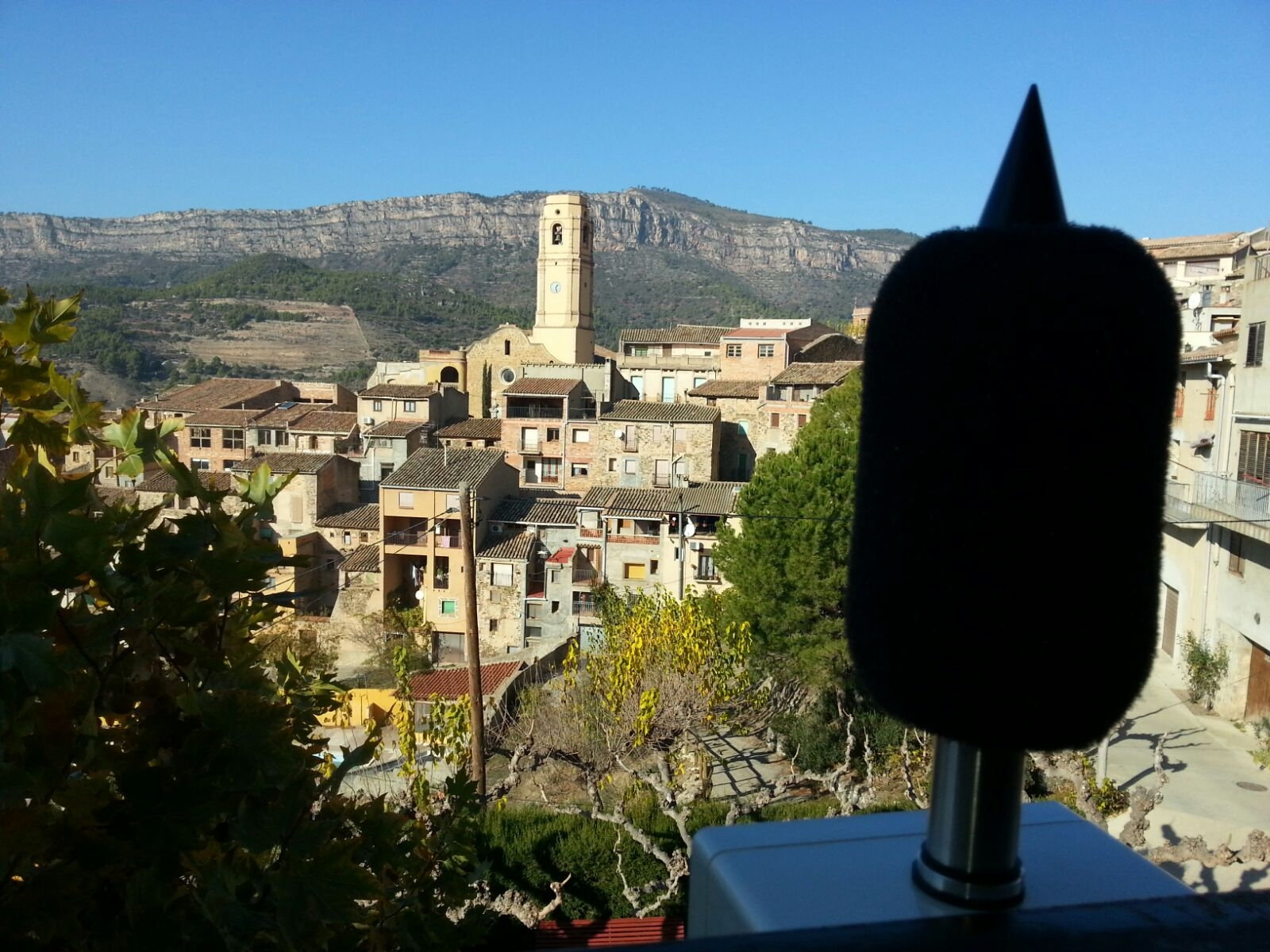
Mesurament de la qualitat acústica del Montsant

Una zona d'especial protecció de la qualitat acústica (ZEPQA) és una àrea que per les seves característiques singulars és convenient conservar una qualitat acústica d'interès especial i preservar-la segons una normativa de protecció de la contaminació acústica. Són àrees que disposen d'una bona qualitat acústica, però que es volen protegir de futures activitats potencialment generadores de soroll.
Aquestes zones protegides poden ser àrees a camp o mar obert d'interès natural, com ara espais naturals, espais protegits, espais de la Xarxa Natura 2000 i també, àrees urbanes que engloben parcs urbans, zones enjardinades, interiors d'illes, espais per a vianants o altres àmbits similars on es vol mantenir la qualitat acústica.
La declaració d'una ZEPQA inclou un pla específic de mesures per permetre la conservació de les condicions acústiques del que s'anomena una zona tranquil·la, un indret amb baix impacte acústic on la ciutadania pot gaudir d'un ambient de gran qualitat sonora.

## Les zones d'especial protecció de la qualitat acústica a Catalunya
La contaminació acústica disposa a Catalunya d'una normativa sectorial que en regula la seva gestió. Entre altres aspectes, contempla la protecció de determinats espais d'interès natural o social, pel que fa a la seva qualitat acústica. Es tracta d'espais amb un valor a preservar els quals, a més, es volen utilitzar com a eina de sensibilització ambiental i de conscienciació de la població de la importància de disposar d'espais que conserven bones condicions pel que fa al silenci.
La primera ZEPQA de Catalunya es va declarar l'any 2015 al municipi de El Papiol, en un espai de 71,7 hectàrees al Parc de Collserola, al voltant del cementiri de Roques Blanques, una zona on no es pot superar els 50 decibels durant el dia o els 40 decibels durant la nit.